# Merkaz Harav

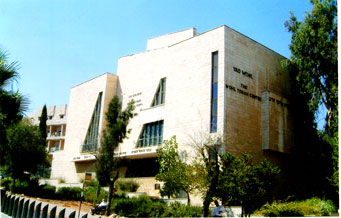
O prédio central da yeshivá

A Yeshivat Merkaz Harav, também chamada somente de Mêrkaz, foi a primeira yeshivá sionista criada no atual Estado de Israel. O Rosh Yeshiva (reitor) é o Rabino Yaakov Shapira.
Ela foi fundada em 1924 pelo Rabino Abraão Isaac Kook, o primeiro Rabino Chefe de Israel asquenaze. Ela funcionava na Casa do Rabino Kook, localizada no centro da cidade de Jerusalém, local utilizado hoje em dia como museu. Hoje em dia a Yeshivat Merkaz Harav é localizada no bairro de Kiryat Moshe em Jerusalém, e estudam nela por volta de 600 alunos.